# Tatort: Die Nacht gehört dir
Die Nacht gehört dir ist ein Fernsehfilm aus der Krimireihe Tatort. Der vom Bayerischen Rundfunk produzierte Beitrag ist die 1122. Tatort-Episode und wurde am 1. März 2020 im Ersten Programm der ARD erstgesendet. Das fränkische Ermittlerduo Voss und Ringelhahn ermittelt seinen sechsten Fall.

## Handlung
Die erfolgreiche, attraktive Geschäftsfrau Babs Sprenger, die in einer großzügigen Wohnung in Fürth allein lebt, wird am Morgen nach ihrem Geburtstag erstochen aufgefunden. Die Tatwaffe war ein Sushimesser, das in der Spülmaschine gründlich gereinigt wurde. Auch sonst weist der Tatort keinerlei Spuren oder Hinweise auf den Täter auf.
Die polizeilichen Ermittlungen konzentrieren sich zunächst auf das Arbeitsumfeld Sprengers, die bei dem international agierenden Immobilienunternehmen Bluevince tätig war. Ihre Kollegen und ihr Vorgesetzter Dr. Franck wissen nur Positives über ihre Arbeit und ihre Persönlichkeit zu berichten. Details über Sprengers Privatleben sind niemandem bekannt; sie scheint ihr Privatleben strikt von Beruflichem getrennt zu haben. Die Ermittler beginnen daher, das Privatleben von Sprenger zu durchforsten, die sich vor vier Jahren von ihrem Mann hatte scheiden lassen und seither Single war. Dabei stoßen sie im Internet auf freizügige Videos und zahlreiche Accounts bei Dating-Plattformen. Ihre letzte Bekanntschaft, einen Designer namens Barthlevy, ließ Sprenger jedoch bereits vor rund sechs Monaten abblitzen. Im Verhör will er nichts mit dem Mord zu tun haben.
Kurz darauf nimmt der Fall eine überraschende Wendung. Die Tatwaffe stammt aus einem Asia-Markt in der Nähe des Tatorts, wo sie von Sprengers Arbeitskollegin Theresa Hein per Karte bezahlt wurde. Es stellt sich heraus, dass Frau Hein doch einen engeren Umgang mit der Ermordeten gepflegt und sie zu ihrem Geburtstag besucht hat. Das Sushimesser hat sie dabei als Geschenk mitgebracht. Im Verhör gesteht Hein unentwegt den Mord. Da Hein kein klares Mordmotiv besitzt, ermitteln die Kommissare Voss und Ringelhahn weiter.
Über die Aussage von Sprengers Vorgesetztem, sie habe – obwohl völlig unmusikalisch – vor rund sechs Monaten ihr Klavier neu stimmen lassen, gelangen sie auf die Spur des Klavierlehrers und Musikstudenten Anton Steiner. Der lebt mit seinem Kommilitonen Moritz in einer Wohngemeinschaft in der Nürnberger Südstadt. In Rückblenden wird Antons Beziehung zu Babs Sprenger erzählt. Sie hat vor rund sechs Monaten begonnen und wurde zur Romanze, aber vor Kurzem hat Sprenger sie beendet. Sie empfand den sehr verliebten, rund 15 Jahre jüngeren Anton Steiner plötzlich als unreif und mochte auch seine Musik nicht mehr. Da der Fall zu dieser Zeit auch große mediale Resonanz findet, hegt Antons Mitbewohner den Verdacht, dass Anton, der auffällig verstört wirkt, in den Mord verwickelt sein könnte. Als er damit droht, zur Polizei zu gehen, wird er von Anton im Badezimmer der gemeinsamen Wohnung zusammengeschlagen.
Nur wenig später erhält Anton Besuch von den Kommissaren Voss und Ringelhahn, die bei dem Gespräch in Antons Zimmer nichts von dessen schwer verletztem Mitbewohner im Badezimmer ahnen. Als sie bei der Rückfahrt von dem Verhör informiert werden, dass sich Anton bei seinen Eltern für alles bedankt und sich von ihnen verabschiedet hat, drehen sie sofort um. Zu dem Zeitpunkt, als die Kommissare Voss und Ringelhahn erneut in Antons WG auftauchen und seinen Mitbewohner schwer verletzt auffinden, befindet sich Anton bereits auf der Flucht quer durch Nürnberg.
Bei einer erneuten Vernehmung erklärt Theresa Hein den genauen Tathergang, der wiederum in Rückblenden erzählt wird. Demnach sei Anton bei Sprengers Geburtstagsfeier aufgetaucht und habe ihr angeboten, ihr seine neue Eigenkomposition auf dem Klavier vorzuspielen. Dies habe Sprenger abgelehnt und wollte Anton aus ihrer Wohnung schmeißen. Hein habe ihm jedoch nahegelegt, mit dem Spielen zu beginnen, woraufhin sich ein Streit entzündet habe. Dabei habe Anton Babs Sprenger mit dem Sushimesser erstochen. Einen Hinweis auf den Aufenthaltsort des flüchtigen Täters finden die Ermittler in dessen Taschenkalender. Während des Klavierunterrichts bei seinem Schüler Stefan Kamann – im Kalender ist dieser benannt und der aktuelle Termin mit „S. K.“ vermerkt – wird Anton vom SEK aufgegriffen und von Voss festgenommen.

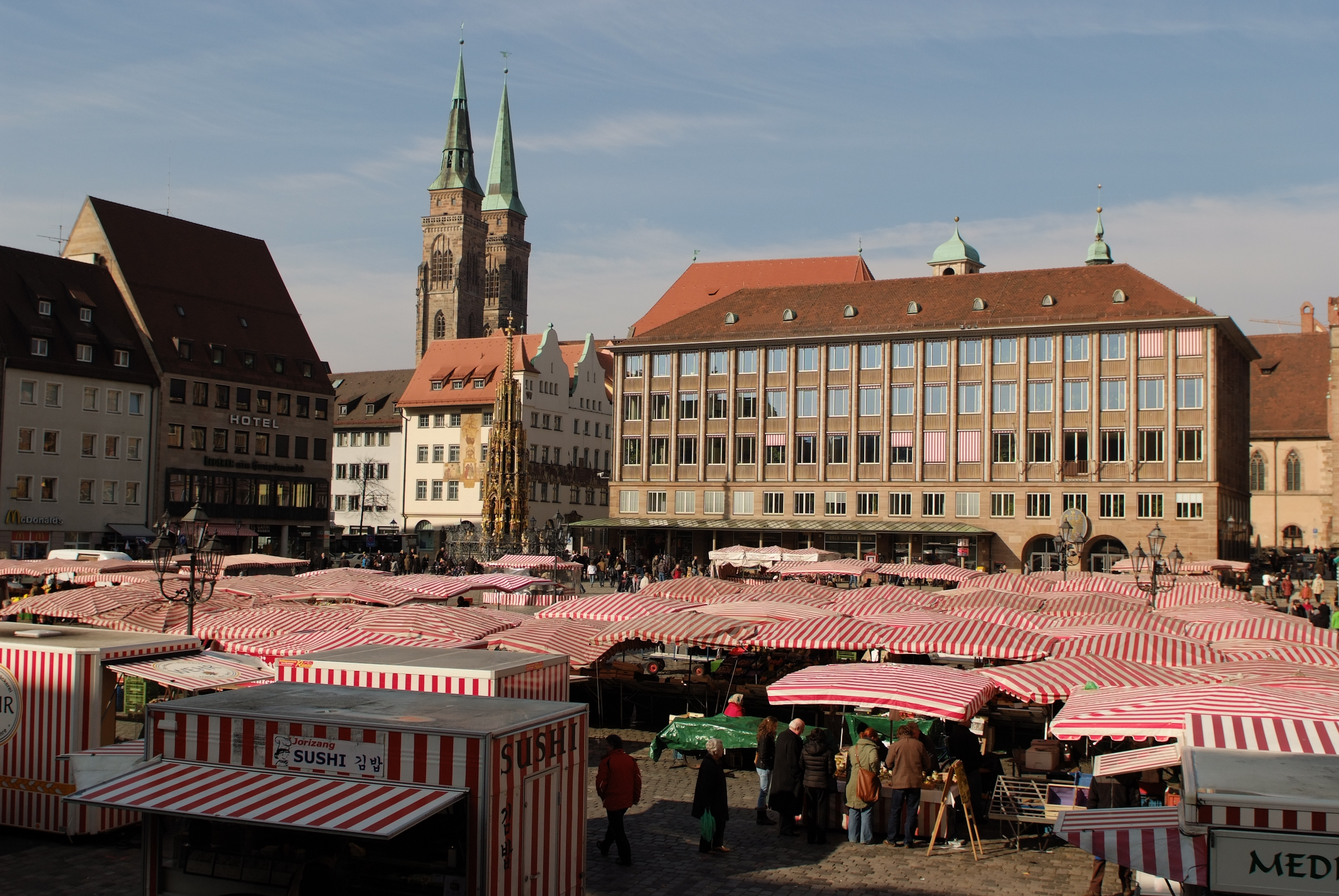
Marktstände auf dem Nürnberger Hauptmarkt

In einem weiteren Handlungsstrang wird vorgestellt, wie Voss sich in eine Honigverkäuferin auf dem Nürnberger Hauptmarkt verliebt. Bei gemeinsamen Gesprächen wirken beide immer recht unbeholfen.

## Hintergrund
Der Film wurde vom 3. Juni 2019 bis zum 4. Juli 2019 in Fürth und Nürnberg gedreht.
Die Musik, deren CD Anton in der Szene des Klavierunterrichts bei seinem Schüler Stefan Kamann auflegt, bevor er festgenommen wird, ist „Spiegel im Spiegel“ von Arvo Pärt.

## Rezeption

### Kritiken
„Dieser ‚Tatort‘ ist elegant gebaut und mit exquisiter Musik von Bill Evans bis Fever Ray ausgestattet. Aber es stört im Verlauf der Handlung doch, dass die auf Distanz achtende Frau im Zentrum des Geschehens auch immer auf Distanz zum Publikum gehalten wird. Wir werden in Rückblenden zwar an sie herangeführt, doch nicht recht schlau aus ihr.“

„‚Die Nacht gehört dir‘ ist spannungstechnisch nicht ganz so umwerfend wie die Vorgängerfolge ‚Ein Tag wie jeder andere‘ vom vergangenen Februar, aber dies ist schließlich kein Thriller, sondern eine Philosophie über die Möglichkeit und Unmöglichkeit des Miteinanderlebens. Kommissar Voss verliebt sich in die Frau, die am Wochenmarkt den Honig verkauft, man verabredet sich fürs Kino. Liebe ist hier: Vorfreude, also die unkomplizierteste Spielart. Liebe kann auch sein: etwas, das man mit ein paar Klicks im Netz wieder kappen kann.“

### Einschaltquoten
Die Erstausstrahlung von Die Nacht gehört dir am 1. März 2020 wurde in Deutschland von 8,29 Millionen Zuschauern gesehen und erreichte einen Marktanteil von 23,1 % für Das Erste.